# Wie man einem Wal den Backenzahn zieht
Wie man einem Wal den Backenzahn zieht (Originaltitel: Jak vytrhnout velrybě stoličku) ist ein Kinderfilm aus der Tschechoslowakei. Er hatte am Heiligabend 1977 seine Premiere im tschechoslowakischen Fernsehen. Die deutsche Synchronisation für das Fernsehen der DDR erfolgte 1978 und wurde noch im gleichen Jahr am Heiligabend im DFF 1 gezeigt.
Aufgrund des regen Zuspruches, den der Film fand, erfolgte bereits 1978 eine Fortsetzung dieses Films unter dem Titel Wie man den Vater in die Besserungsanstalt bekommt.

## Handlung
Der 8-jährige Vašek aus Prag wächst ohne Vater auf. Seine Mutter erzählte ihm, sein Vater sei Bergsteiger gewesen und bei einer mehrmonatigen Exkursion auf die Annapurna ums Leben gekommen. Weil Vašek der Auffassung ist, dass zu einer richtigen Familie mindestens drei Personen gehören, sucht er mit allen Mitteln nach einem passenden Mann für seine Mutter. Diese hat wenig Zeit für ihn, denn sie arbeitet als Balletttänzerin an einem großen Prager Theater. So muss sich oft die Großmutter um ihn kümmern, die als Krankenschwester an einer Chirurgischen Klinik tätig ist.
Seine Mutter und ihr Tanzlehrer Jindřich passen zwar zusammen, doch Vašek mag ihn nicht und außerdem ist er verheiratet. In den Winterferien fährt Vašek gemeinsam mit seiner Mutter eine Woche in ein Hotel in Špindlerův Mlýn im Riesengebirge. Vašeks erste Skifahrt wird zur „Schussfahrt“, bei der er mehrere Personen umreißt und schließlich kopfüber in einem Bach landet. Zum Glück ist gleich der Leiter der Bergwacht in der Nähe, der ihn aus dem Wasser hilft und ihn in seinen warmen roten Anorak einhüllt. Gemeinsam fahren sie auf dem Schneemobil ins Hotel zurück. Schnell hat Vašek seinen Retter ins Herz geschlossen und versucht, ihn mit seiner Mutter zu verkuppeln, nicht ahnend, dass es sich dabei um seinen leiblichen Vater Luboš handelt.

## Auszeichnung
Der Film erhielt 1978 den „Großen Preis von Prag“.